# Elazar Shach
Elazar Menachem Man Shach,  héberül: אלעזר מנחם מן שך, Elazar Shach; (Vabalninkas, 1898. január 1. – Bein Berak, 2001. november 2.) kiemelkedő ultraortodox rabbi volt, a hetvenes évek elejétől haláláig a nem haszid litvak ortodoxok élén állt. A Bölcsek Tanácsának elnöke volt, és Shmuel Rozovsky és Dovid Povarsky mellett a Bnei Brak-i Ponevezh Yeshiva három társdékánja volt. Az Agudat Yisrael politikai párt haszid vezetésével fennálló nézeteltérései miatt Ovadia Yosef – fal szövetkezett, akivel 1984 – ben megalapította a Shas pártot. Később, 1988-ban Shach élesen bírálta Ovadia Yosef-et, mondván, hogy "Szepharadim még nem áll készen a vezetői pozíciókra", majd megalapította a Degel HaTorah politikai pártot, amely a litvákokat képviseli az izraeli Kneszetben.

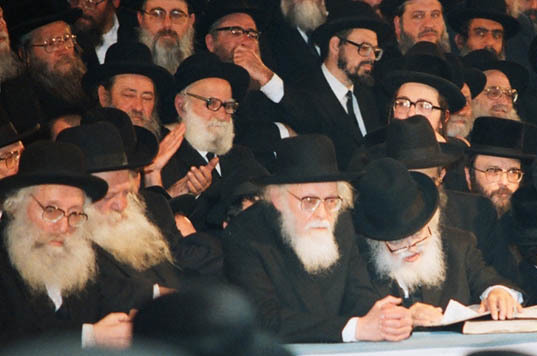
Shach (1980-as évek vége), jobbra ül, és lenéz a könyvre. Balra Josef Shalom Eliashiv és Chaim Kanievsky vannak.

## Tanítása a holokausztról
Shach azt tanította, hogy a holokauszt isteni büntetés a zsidó nép bűneiért, és a felvilágosodás érdekében a vallási szokások elhagyásáért. Felháborodást váltott ki a világi izraeli médiában, amikor kijelentette, hogy "a Szent, áldott legyen Ő, több száz éven át őrzött pontszámot, amíg összesen hatmillió zsidót tett ki". Védelmében Haredi MK azt mondta, hogy megjegyzéseit félreértelmezték, és nem a náci atrocitások igazolására szolgáltak. 
Shach úgy vélte, hogy egyes izraeliek szekularizmusa újabb holokausztot okozna, és egyszer azt mondta, hogy ha az oktatási minisztériumot Meretz MK Shulamit Aloni kezébe adnák, az "több mint egymillió izraeli gyermek hitehagyására kényszerülne", és "ez rosszabb lenne, mint ami a zsidó gyerekekkel történt a holokauszt idején." A bevett imarendtől való eltérést meg akarván akadályozni, ellenezte a holokauszt áldozatainak emlékére új imák összeállítását.

## Halála

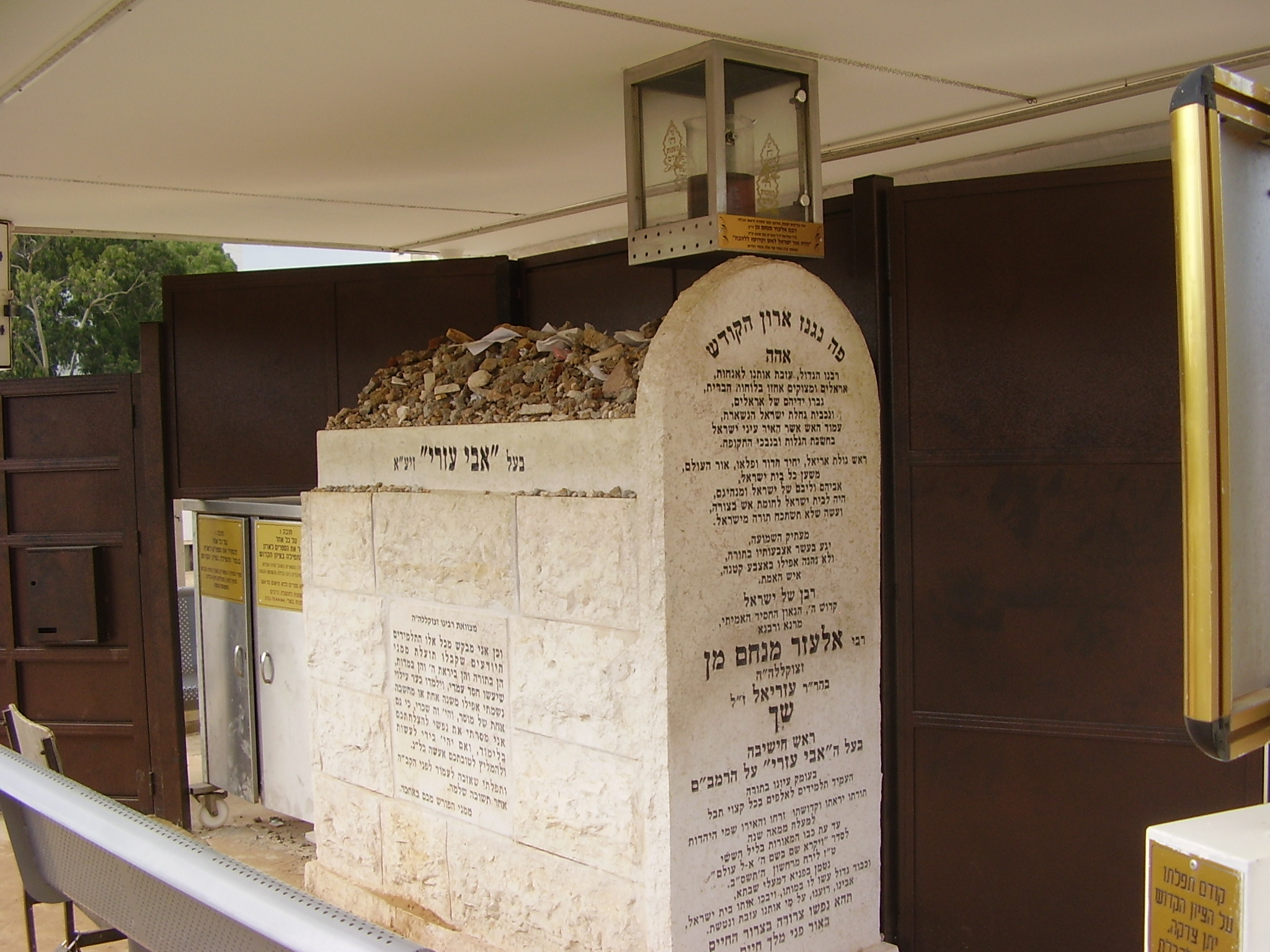
Shach sírja Bnei Brakban

Shach 2001. november 2-án halt meg, két hónappal a 103. születésnapja előtt (bár más jelentések 108 évesre teszik a korát). Temetésén Bnei Brakban 400 000 ember vett részt.

## Művei
- Avi Ezri – Betekintések és kifejtések különböző koncepciókról a Rambam Yad HaChazaka-jában
- Michtavim u'Maamarim – Shach leveleinek gyűjteménye, amely 4–6 kötetes, különböző kiadásokban jelent meg.

## További irodalom
- Harav Schach: Shehamafteach B'yado, Moshe Horovitz. Keter Kiadó, Jeruzsálem. 1989
- A látomás embere: Shach rabbi ultraortodox ideológiája (Ish HaHashkafah: HaIdeologia HaHaredit al pi HaRav Shach), szerző: Avishay Ben Haim, Mosaica Publishers
- Maran Rosh HaYyeshiva Rav Shach – (az ifjúsági olvasóknak tervezve) Yechiel Michel Stern rabbi. Az első átfogó életrajzi vázlat, amely héberül jelent meg Shach rabbi halála után – Kiadja az Israel Book Shop
- Path to Greatness – The Life of Maran Harav Elazar Menachem Man Shach, Vol I: Vaboilnik to Bnei Brak (1899–1953) by Asher Bergman, fordította Yocheved Lavon. Feldheim Kiadó 634 oldal.